# Чулпан (Мензелинский район)
Чулпан — деревня в Мензелинском районе Республики Татарстан, расположенная вблизи истока реки Брустанки, в 16 км к югу от Мензелинска. Входит в состав Николаевского сельского поселения.

## Этимология названия
Населённый пункт был назван в честь «утренней звезды» (Венеры).

## История
Деревня основана сравнительно недавно — в 1914 году выходцы села Саклово Биктимер и Валиулла Бикташевы и Гиззатула Гиззатуллин приобрели здесь для себя земли. В 1922 году к 5 домохозяйствам присоединились ещё 8 семей. В 1929 году в деревне был создан одноимённый колхоз, в который братья Бикташевы записались одними из первых.
В 1950 году колхоз «Чулпан» был объединён с сельхозартелью «9 января» села Верхние Юшады, в 1957 году вошёл в состав совхоза «Урожайный», в 1965 году — в совхоз «Ямашевский».
В 1933 году в деревне была построена начальная школа, которая просуществовала до 2006 года.

## Административная принадлежность
В 1928 году передана из Ново-Мазинской волости в состав Мензелинской волости
. По другому источнику, с момента своего образования деревня находилась в Мензелинской волости Мензелинского уезда Уфимской губернии. В 1920 году в составе Мензелинского кантона была передана Татарской АССР. 10 августа 1930 года после упразднения кантона была включена в Мензелинский район, 19 февраля 1944 года — в новообразованный Матвеевский район, а с 19 ноября 1954 года после упразднения последнего вновь относится к Мензелинскому району Татарстана (Татарской АССР).
С 2007 года в соответствии с реформой местного самоуправления в России деревня относится к Николаевскому сельскому поселению Мензелинского района Республики Татарстан.